# Ol'ga Gal'čenko
Ol'ga Gal'čenko (Penza, 31 luglio 1990) è una giocoliera russa.

## Biografia
Nel 2001 ha costituito un duo con il fratello Vladimir, noto col diminutivo Vova, di tre anni maggiore, presentando numeri con palline e clave.
Nel 2002, Ol'ga e Vova, ancora ragazzini di 12 e 15 anni rispettivamente, hanno partecipato a importanti manifestazioni del settore come la British Juggling Convention, la Dresden Juggling Convention e lo European Youth Circus Festival. Nel luglio del 2003 si sono trasferiti negli Stati Uniti d'America. In tale mese hanno partecipato al festival estivo della International Jugglers' Association a Reno (Nevada), ottenendo un secondo posto come squadra.
Nel 2004, al torneo della World Juggling Federation a Las Vegas, ha vinto la competizione junior per le clave.
Nel 2005 il duo si è sciolto e Ol'ga e il fratello hanno proseguito individualmente. Hanno comunque partecipato e vinto come duo la gara di passaggio di clave nel torneo del 2006 della World Juggling Federation.
Parlando dei fratelli Gal'čenko, l'illusionista e giocoliere Penn Jillette ha detto:  "Se si parla di passaggio di clave, quei due [Olʹga e il fratello] sono i migliori al mondo. Non solo i migliori al mondo: i migliori di sempre"